# Fever-Tree Championships 2018
Fever-Tree Championships 2018, známý pod tradičním názvem Queen's Club Championships 2018, byl tenisový turnaj pořádaný jako součást mužského okruhu ATP World Tour, který se odehrával v Queen's Clubu na otevřených travnatých dvorcích. Probíhal mezi 18. až 24. červnem 2018 v britském hlavním městě Londýně jako čtyřicátý sedmý ročník turnaje.
Turnaj s rozpočtem 2 116 915 eur patřil do kategorie ATP World Tour 500. Nejvýše nasazeným v singlové soutěži se stal šestý hráč světa Marin Čilić z Chorvatska. Jako poslední přímý účastník do hlavní soutěže dvouhry nastoupil americký 59. hráč žebříčku Ryan Harrison.
Poprvé se generálním partnerem turnaje stala londýnská nápojářská společnost Fever-Tree.
Roli favorita potvrdil Marin Čilić, jenž v Queen's Clubu vybojoval druhou trofej, která znamenala osmnáctý singlový titul na okruhu ATP Tour. Dvanáctou společnou trofej ze čtyřhry na túře ATP siodvezla finsko-australská dvojice Henri Kontinen a John Peers.

## Rozdělení bodů a finančních odměn

### Rozdělení bodů
| Soutěž  | vítězové | finalisté | semifinalisté | čtvrtfinalisté | 16 v kole | 32 v kole | Q  | Q2 | Q1 |
| ------- | -------- | --------- | ------------- | -------------- | --------- | --------- | -- | -- | -- |
| dvouhra | 500      | 300       | 180           | 90             | 45        | 0         | 20 | 10 | 0  |
| čtyřhra | 500      | 300       | 180           | 90             | 0         | —         | —  | —  | —  |

### Finanční odměny
| Soutěž                                | vítězové | finalisté | semifinalisté | čtvrtfinalisté | 16 v kole | 32 v kole | Q2     | Q1     |
| ------------------------------------- | -------- | --------- | ------------- | -------------- | --------- | --------- | ------ | ------ |
| dvouhra                               | €427 590 | €209 630  | €105 480      | €53 645        | €27 860   | €14 690   | €3 250 | €1 660 |
| čtyřhra                               | €128 740 | €63 030   | €31 620       | €16 230        | €8 390    | —         | —      | —      |
| částky ve čtyřhře jsou uvedeny na pár |          |           |               |                |           |           |        |        |

## Dvouhra

### Nasazení hráčů
| Země                           | Hráč            | ATP | Nasazení |
| ------------------------------ | --------------- | --- | -------- |
| Chorvatsko                     | Marin Čilić     | 5.  | 1.       |
| Bulharsko                      | Grigor Dimitrov | 6.  | 2.       |
| Jižní Afrika                   | Kevin Anderson  | 8.  | 3.       |
| Belgie                         | David Goffin    | 9.  | 4.       |
| USA                            | Sam Querrey     | 13. | 5.       |
| USA                            | Jack Sock       | 14. | 6.       |
| Spojené království             | Kyle Edmund     | 18. | 7.       |
| Česko                          | Tomáš Berdych   | 19. | 8.       |
| Žebříček ATP k 11. červnu 2018 |                 |     |          |

### Jiné formy účasti na turnaji

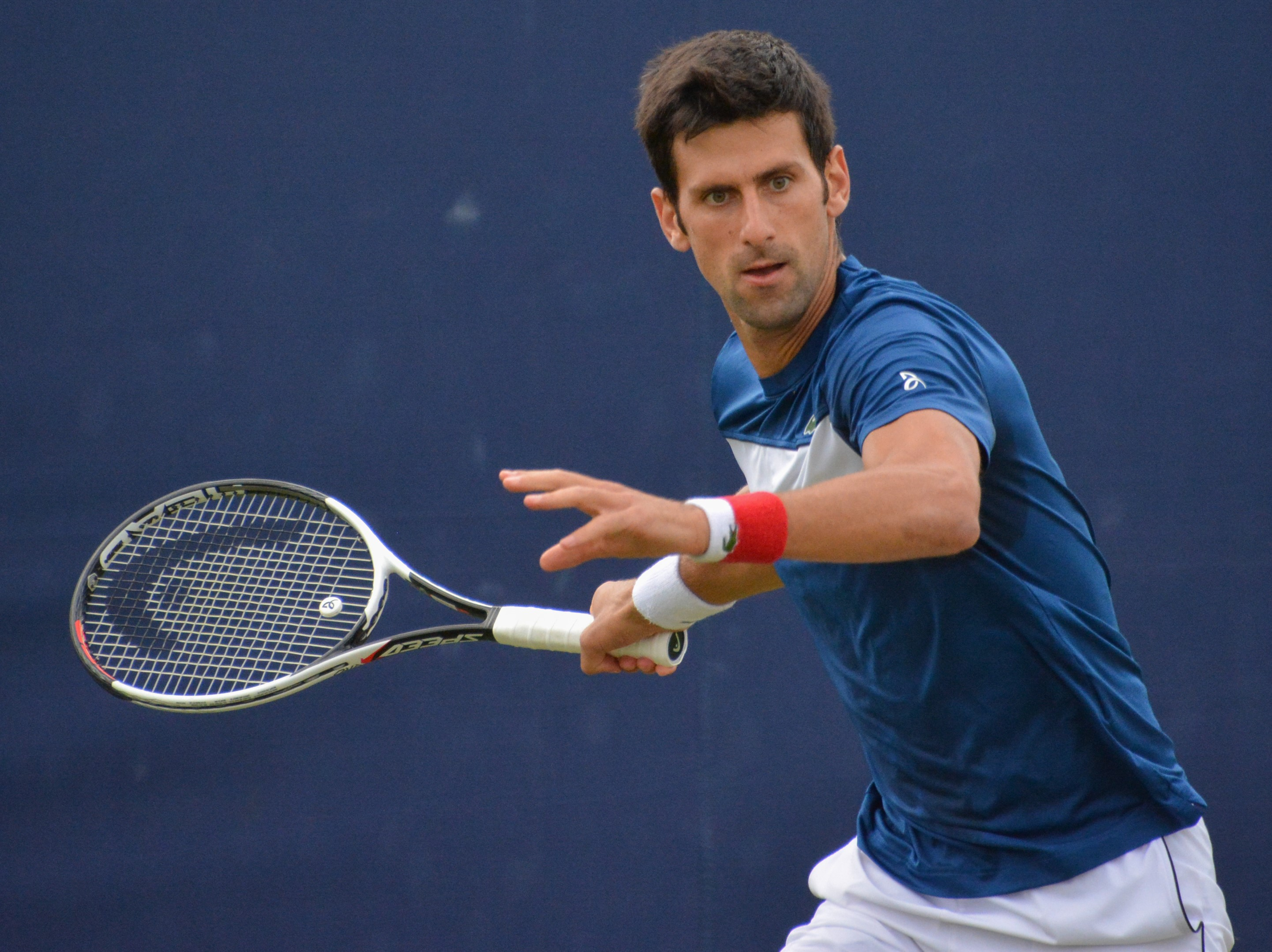
Poražený finalista Novak Djoković

Následující hráči obdrželi divokou kartu do hlavní soutěže:
- Jay Clarke
- Novak Djoković
- Dan Evans
- Cameron Norrie

Následující hráč obdržel do hlavní soutěže zvláštní výjimku:
- Jérémy Chardy

Následující hráči postoupili z kvalifikace:
- Julien Benneteau
- Juki Bhambri
- John Millman
- Tim Smyczek

### Odhlášení
před začátkem turnaje
- Juan Martín del Potro → nahradil jej  Ryan Harrison
- Filip Krajinović → nahradil jej  Frances Tiafoe
- Rafael Nadal → nahradil jej  Daniil Medveděv
- Diego Schwartzman → nahradil jej  Jared Donaldson
- Jo-Wilfried Tsonga → nahradil jej  Leonardo Mayer

## Čtyřhra

### Nasazení párů
| Země                                                                       | Hráč                  | Země       | Hráč          | ATP | Nasazení |
| -------------------------------------------------------------------------- | --------------------- | ---------- | ------------- | --- | -------- |
| Rakousko                                                                   | Oliver Marach         | Chorvatsko | Mate Pavić    | 3.  | 1.       |
| Finsko                                                                     | Henri Kontinen        | Austrálie  | John Peers    | 15. | 2.       |
| Francie                                                                    | Pierre-Hugues Herbert | Francie    | Nicolas Mahut | 19. | 3.       |
| Spojené království                                                         | Jamie Murray          | Brazílie   | Bruno Soares  | 25. | 4.       |
| Žebříček ATP k 11. červnu 2018; číslo je součtem umístění obou členů páru. |                       |            |               |     |          |

### Jiné formy účasti
Následující páry obdržely divokou kartu do hlavní soutěže:
- Novak Djoković /  Stan Wawrinka
- Lleyton Hewitt /  Nick Kyrgios

Následující pár postoupil z kvalifikace:
- Daniel Nestor /  Denis Shapovalov

Následující pár postoupil do čtyřhry jako tzv. šťastná poržená dvojice:
- Marcus Daniell /  Wesley Koolhof

### Odhlášení
před začátkem turnaje
- Tomáš Berdych (poranění zad)

## Přehled finále

### Mužská dvouhra
- Marin Čilić vs.  Novak Djoković, 5–7, 7–6(7–4), 6–3

### Mužská čtyřhra
- Henri Kontinen  /  John Peers vs.  Jamie Murray /  Bruno Soares 6–4, 6–3